# Плавинищенский сельский совет (Роменский район)
Плавинищенский сельский совет (укр. Плавинищенська сільська рада) — входит в состав
Роменского района
Сумской области
Украины.
Административный центр сельского совета находится в 
с. Плавинище
.

## Населённые пункты совета
- с. Плавинище
- с. Борозенка
- с. Загребелье
- с. Кононенково
- с. Сененково